# 트위어
트위어(Twi)는 아칸어의 주요 방언의 일종인 아샨티 방언과 아콰펨 방언을 한 언어로 묶어 부르는 명칭이다. 일반적으로 아칸어 변종 중에서 판티족 사람들이 사용하는 방언을 제외하는 용어로 쓰이며, 따라서 다른 하위 방언들도 포함할 수 있다. 아콰펨 방언은 언어학적으로 아샨티 방언보다 판티 방언에 가깝기 때문에 이는 계통적인 분류는 아니다. 주로 가나의 아샨티 지역에서 쓰인다.

## 같이 보기
- 아칸어